# Zatvorsko izdavaštvo
Zatvorsko izdavaštvo ili zatvorsko nakladništvo skup je djelatnosti koje se odnose se na objavljivanje novina, časopisa, knjiga i inih tiskovina među zatvorenicima, tj. unutar zatvorskoga sustava. U engleskomu jeziku često se koristi pojam »prison press«. Ponekad se rabi i pojam zatvorsko novinarstvo, a pridjev zatvorski mogao bi se prevoditi i kao kažnjenički (eng. »penal press«).
Zatvorska dopisništva u SAD-u javljaju se početkom XIX. st. God. 1887., u Minnesoti izlazi prvi broj zatvorskoga glasila The Prison Mirror, prve tiskovine u SAD-u za koju su isključivo pisali i uređivali ju zatvorenici.
U magistarskomu radu An analysis of prison journals in our national state penal and correctional institutions Isabelle Kellock Coulter 1935. navodi se kako gotovo polovina svih američkih zatvora u to vrijeme objavljuje svoje tiskovine. Najveći broj zatvorskih tiskovina u Sjedinjenim Državama dostignut je 1959., kada je 250 zatvora u SAD-u objavljivivalo svoje glasilo ili novine. Prvo znanstveno djelo o zatvorskomu (kažnjeničkomu) novinarstvu i nakladništvu je The Penal Press Russella N. Bairda, objavljeno 1967.